# Sternbergia vernalis
Sternbergia vernalis  (лат.) — вид однодольных растений рода Штернбергия (Sternbergia) семейства Амариллисовые (Amaryllidaceae). Под текущим таксономическим названием вид описан Ричардом Хорером и Д. Х. Харви в 1989 году.

## Распространение, описание
Распространён в Закавказье, Таджикистане, Туркменистане, Узбекистане, Иране, Ираке, Ливане, Сирии и Турции. Встречается в смешанных лесах.
Клубневой геофит.

## Синонимы
Синонимичные названия:
- Amaryllis vernalis Mill.basionym
- Oporanthus fischerianus Herb.
- Sternbergia fischeriana (Herb.) Roem.